# Watern
Watern ist ein Ortsteil der Mittelstadt Wegberg im Kreis Heinsberg im Bundesland Nordrhein-Westfalen.

## Geografie

### Lage
Watern liegt südlich von Wegberg außerhalb des Grenzlandringes. Die Schwalm, die ihre Quelle im ca. 2 km entfernten Geneiken hat, fließt in Süd-Nord-Richtung durch den Ort und hat über Jahrhunderte zahlreiche Mühlen mit Wasser versorgt. Die Aussage „Wegberg im Tal der Mühlen“ hat hier ihren Ursprung. Watern liegt im östlichen Zipfel des Naturparks Maas-Schwalm-Nette.

### Nachbarorte
|               | Wegberg                                     |           |
| Klinkum       | Kompassrose, die auf Nachbargemeinden zeigt | Beeck     |
| Tüschenbroich | Schwanenberg                                | Uevekoven |

## Geschichte

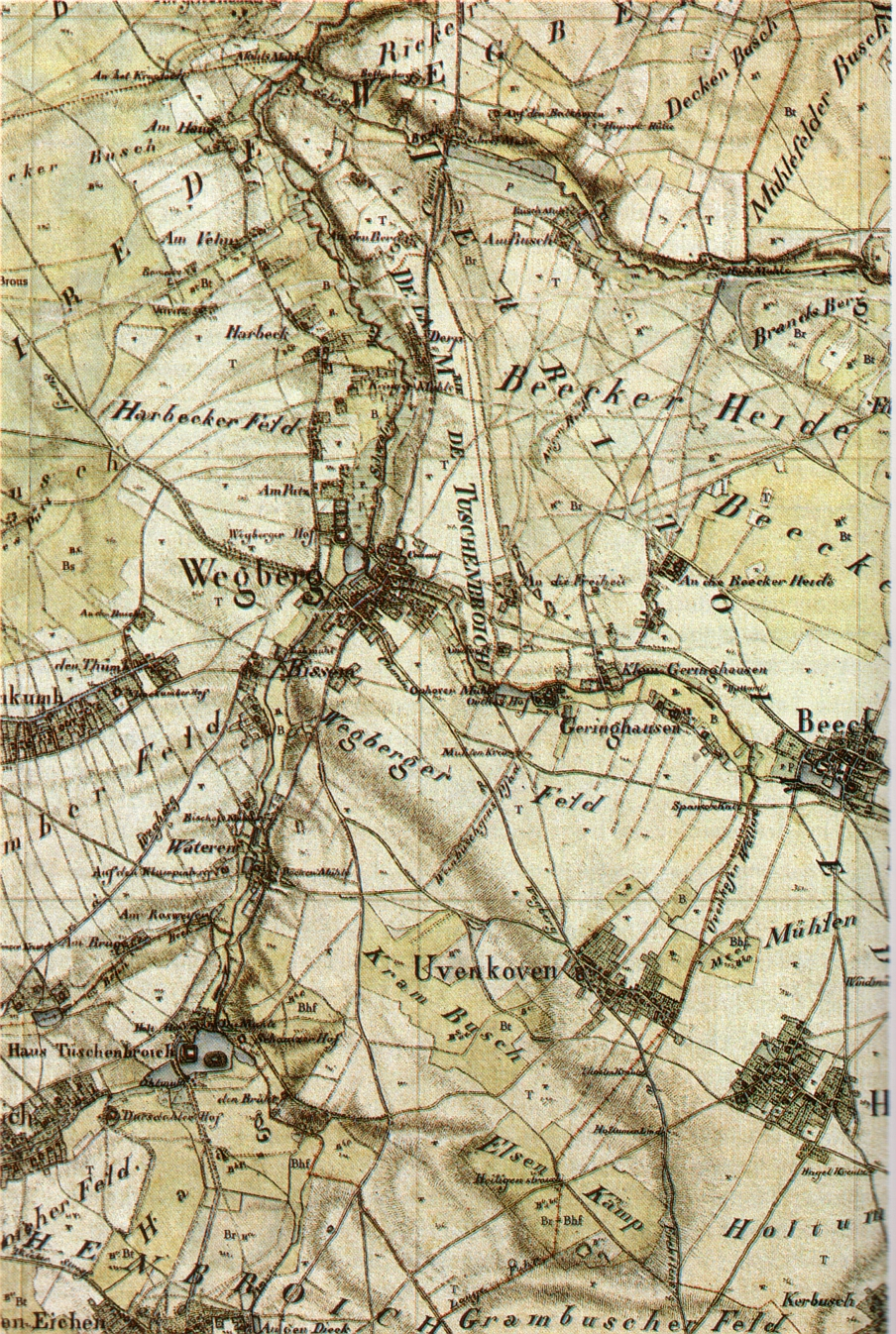
Watern auf der Tranchot-Karte von 1807

Die Ersterwähnung des Ortsnamens wird für das Jahr 966 angenommen. Wahrscheinlich handelt es sich bei dem in einer Urkunde Ottos des Großen von 966 genannten im Mühlgau gelegenen Ort „uuazarlar“ um Watern. Der Ortsname ist in späteren Urkunden mit „te Water“ (1397) und „to Water“ (1506) bezeichnet.
Urkundliche Überlieferungen lassen vermuten, dass die Bockenmühle wie auch die Bischofsmühle in Watern im 16. und 17. Jh. zum Besitz des Aachener Marienstiftes gehörten. Die Bockenmühle mit ihrem unterschlächtigen Wasserrad hatte zwei Mahlgänge, die im Wechsel mit einer Ölpresse arbeiteten. Die Bischofsmühle besaß eine Dampfkesselanlage, die zur Unterstützung der geringen nutzbaren Wasserfallhöhe von nur 0,6 m die Wasserkraft ergänzen sollte. Schon 1908 gab man den Dampfbetrieb auf und beschränkte sich zunächst auf die Wasserkraft, bis der elektrische Strom die Befreiung von Energiesorgen brachte. Dennoch musste sie 1960, einige Jahre nach Erlass des Mühlengesetzes, ihren Betrieb einstellen.
Das Haus St. Georg ist eine katholische Jugendbildungsstätte und Zentrum der Pfadfinderarbeit im Bistum Aachen (Zentrale des DPSG-Diözesanverbandes Aachen). Das Haus mit weit überregionaler Bedeutung in der Bildungs- und Freizeitarbeit des Bistums steht für verschiedenartigste Aufenthalte, Schulungen, Tagungen, für Kinderferienspiele, Schulabschlussfahrten und für Gruppen mit behinderten Menschen zur Verfügung.

## Infrastruktur
Der Ort ist ländlich geprägt mit geringem Durchgangsverkehr. Zahlreiche Angelteiche laden zur naturnahen Erholung ein. Hier existieren landwirtschaftliche Betriebe mit Tier- und Pferdehaltung sowie Gewerbe- und Kleingewerbebetriebe.
Die AVV-Buslinie 418 der WestVerkehr verbindet Watern an Schultagen mit Erkelenz und Wegberg. Abends und am Wochenende kann der MultiBus angefordert werden.
| Linie | Verlauf |
| ----- | --- |
| 418   | Erkelenz Bf – (Erkelenz ZOB –) (Kehrbusch → Isengraben → Flassenberg ← Isengraben ← Kehrbusch –) Grambusch – Schwanenberg – Geneiken – (Wildenrath Gewerbegebiet –) Tüschenbroich – Watern – Wegberg Busbf (– Wegberg Bf – Harbeck – Merbeck – Venn – Tetelrath – Silverbeek – Niederkrüchten) |

## Sehenswürdigkeiten

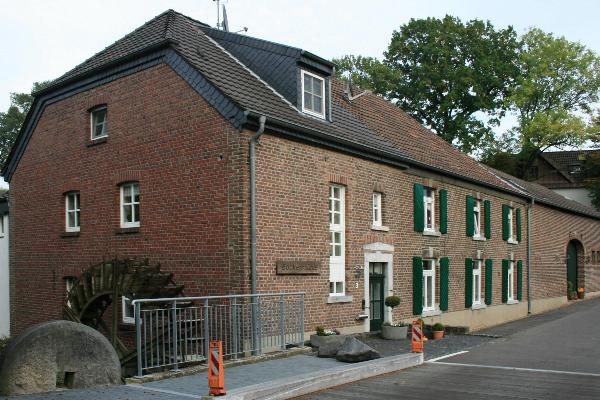
Bockenmühle in Watern

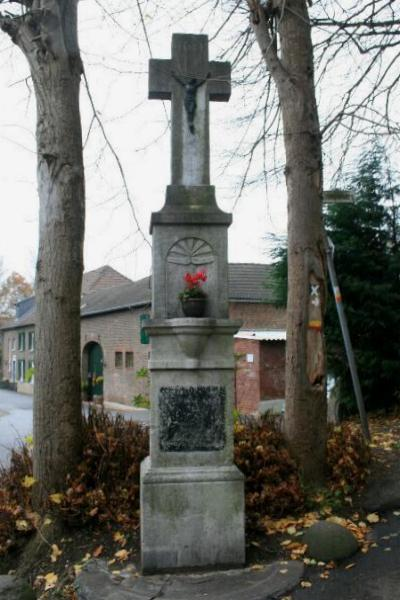
Wegekreuz an der Bockenmühle

- Wegekreuz, an der Bockenmühle, (Denkmal Nr. 130)
- Hofanlage Bockenmühle, Zur Bockenmühle 5, (Denkmal Nr. 131)
- Hofanlage Bischofsmühle, Zur Bischofsmühle 6, (Denkmal Nr. 132)
- Wegekreuz, vor dem Haus St. Georg, (Denkmal Nr. 134)

## Vereine
- Verein „Geselligkeit“ Watern